# John O'Leary
John O'Leary (Newton, 5 maggio 1926 – Hollywood, 5 giugno 2019) è stato un attore statunitense.
Ha interpretato numerosi film, tra cui Giochi stellari, nel ruolo di Rylan Bursar. Ha collezionato numerose apparizioni anche in episodi di serie televisive.

## Filmografia

### Cinema
- Julius Caesar, regia di David Bradley (1950)
- Il gruppo (The Group), regia di Sidney Lumet (1966)
- L'urlo del silenzio (The Heart Is a Lonely Hunter), regia di Robert Ellis Miller (1968)
- È ricca, la sposo e l'ammazzo (A New Leaf), regia di Elaine May (1971)
- Marlowe, il poliziotto privato (Farewell, My Lovely), regia di Dick Richards (1975)
- Tutti gli uomini del presidente (All the President's Men), regia di Alan J. Pakula (1976)
- Gli eroi (Heroes), regia di Jeremy Kagan (1977)
- Generazione Proteus (Demon Seed), regia di Donald Cammell (1977)
- Attimo per attimo (Moment by Moment), regia di Jane Wagner (1978)
- L'aereo più pazzo del mondo (Airplane!), regia di Zucker-Abrahams-Zucker (1980)
- L'isola (The Island), regia di Michael Ritchie (1980)
- Mister mamma (Mr. Mom), regia di Stan Dragoti (1983)
- Giochi stellari (The Last Starfighter), regia di Nick Castle (1984)
- Inside Out, regia di Robert Taicher (1986)
- L'aereo più pazzo del mondo 3 (Stewardess School), regia di Ken Blancato (1986)
- È antipatico ma lo sposo (My Chauffeur), regia di David Beaird (1986)
- Il grande odio (A Time of Destiny), regia di Gregory Nava (1988)
- Retreads, regia di James Connell (1988)
- Il patrigno II (Stepfather II), regia di Jeff Burr (1989)
- The Haunting of Morella, regia di Jim Wynorski (1990)
- Giorni di gloria... giorni d'amore (For the Boys), regia di Mark Rydell (1991)
- Waxwork 2 - Bentornati al museo delle cere (Waxwork II: Lost in Time), regia di Anthony Hickox (1992)
- Parenti lontani (Distant Cousins), regia di Andrew Lane (1993)
- Guardian Angel, regia di Richard W. Munchkin (1994)
- Fuga dalla Casa Bianca (My Fellow Americans), regia di Peter Segal (1996)
- Centravanti a quattro zampe (Soccer Dog: The Movie), regia di Tony Giglio (1999)
- Kiss the Bride, regia di Vanessa Parise (2002)
- Fossil, regia di Neal Nellans (2004)

### Televisione
- Car 54, Where Are You? – serie TV, 1 episodio (1961)
- Assistente sociale (East Side/West Side) – serie TV, episodio 1x14 (1964)
- A Moon for the Misbegotten, regia di José Quintero – film TV (1975)
- Sulle strade della California (Police Story) – serie TV, 1 episodio (1976)
- Banjo Hackett: Roamin' Free, regia di Andrew V. McLaglen – film TV (1976)
- Giorno per giorno (One Day at a Time) – serie TV, 2 episodi (1976-1981)
- Una nuova casa per Lassie (Lassie: A New Beginning), regia di Don Chaffey – film TV (1978)
- Starsky & Hutch – serie TV, 1 episodio (1978)
- I Jefferson (The Jeffersons) – serie TV, 1 episodio (1978)
- Barney Miller – serie TV, 2 episodi (1978-1981)
- Nero Wolfe, regia di Frank D. Gilroy – film TV (1979)
- Dallas – serie TV, 1 episodio (1979)
- Un amore diverso (No Other Love), regia di Richard Pearce – film TV (1979)
- Wonder Woman – serie TV, 1 episodio (1979)
- The Girl, the Gold Watch & Everything, regia di William Wiard – film TV (1980)
- Me and Maxx – serie TV, 1 episodio (1980)
- Visite a domicilio (House Calls) – serie TV, 1 episodio (1980)
- The Stockard Channing Show – serie TV, 1 episodio (1980)
- Henry e Kip (Bosom Buddies) – serie TV, 1 episodio (1981)
- Ghost of a Chance (TV short) (1981)
- Taxi – serie TV, 1 episodio (1981)
- Hill Street giorno e notte (Hills Street Blues) – serie TV, 1 episodio (1982)
- Vicini troppo vicini (Too Close for Comfort) – serie TV, 1 episodio (1982)
- Il giorno del grande crollo (The Day the Bubble Burst), regia di Joseph Hardy – film TV (1982)
- Simon & Simon – serie TV, 1 episodio (1983)
- Lo zio d'America (Filthy Rich) – serie TV, 1 episodio (1983)
- CHiPs – serie TV, 1 episodio (1983)
- Dynasty – serie TV, 1 episodio (1984)
- La signora in giallo (Murder, She Wrote) – serie TV, episodio 1x02 (1984)
- Autostop per il cielo (Highway to Heaven) – serie TV, 2 episodi (1984)
- Giudice di notte (Night Court) – serie TV, 2 episodi (1984-1989)
- Hotel – serie TV, 1 episodio (1985)
- It's Your Move – serie TV, 1 episodio (1985)
- New York New York (Cagney & Lacey) – serie TV, 1 episodio (1985)
- La legge del padre (Sins of the Father), regia di Peter Werner – film TV (1985)
- We Got It Made – serie TV, 1 episodio (1987)
- The Bronx Zoo – serie TV, 1 episodio (1987)
- L'albero delle mele (The Facts of Life) – serie TV, 1 episodio (1987)
- Sister Margaret and the Saturday Night Ladies, regia di Paul Wendkos – film TV (1987)
- Matlock – serie TV, 2 episodi (1987-1990)
- California (Knots Landing) – serie TV, 2 episodi (1989)
- Anything But Love – serie TV, 1 episodio (1989)
- Monsters – serie TV, 1 episodio (1990)
- Caro John (Dear John) – serie TV, 1 episodio (1990)
- Blue Jeans (The Wonder Years) – serie TV, 1 episodio (1990)
- Cuori senza età (The Golden Girls) – serie TV, 1 episodio (1990)
- Un nonno, quattro nipoti e un cane (A Family for Joe) – serie TV, 1 episodio (1990)
- Morton & Hayes – serie TV, 1 episodio (1991)
- La casa delle anime perdute (The Haunted), regia di Robert Mandel – film TV (1991)
- Majority Rule, regia di Gwen Arner – film TV (1992)
- Phenom – serie TV, 1 episodio (1994)
- Xena principessa guerriera (Xena: Warrior Princess) – serie TV, 1 episodio (1995)
- Innamorati pazzi (Mad About You) – serie TV, 1 episodio (1995)
- La signora del West (Dr. Quinn, Medicine Woman) – serie TV, 2 episodi (1995)
- The Jeff Foxworthy Show – serie TV, 1 episodio (1996)
- Coach – serie TV, 1 episodio (1996)
- Ally McBeal – serie TV, 1 episodio (2000)
- Buffy l'ammazzavampiri (Buffy the Vampire Slayer) – serie TV, 2 episodi (2001)
- NYPD - New York Police Department (NYPD Blue) – serie TV, 1 episodio (2001)
- The Gene Pool, regia di Pamela Fryman – film TV (2001)
- American Dreams – serie TV, 1 episodio (2002)
- Life with Bonnie – serie TV, 1 episodio (2003)
- Frasier – serie TV, 1 episodio (2003)
- I'm with Her – serie TV, 1 episodio (2004)
- Comedy Central Thanksgiving Wiikend: Thanksgiving Island, regia di F. Michael Blum – film TV (2006)
- Dexter – serie TV, 1 episodio (2006)
- In Case of Emergency - Amici per la pelle (In Case of Emergency) – serie TV, 1 episodio (2007)
- My Name Is Earl – serie TV, 1 episodio (2007)
- Cold case - Delitti irrisolti (Cold Case) – serie TV, 1 episodio (2008)
- Saving Grace – serie TV, 1 episodio (2009)
- Desperate Housewives - I segreti di Wisteria Lane (Desperate Housewives) – serie TV, 1 episodio (2010)
- CSI - Scena del crimine (CSI: Crime Scene Investigation) – serie TV, 1 episodio (2010)
- Curb Your Enthusiasm – serie TV, 1 episodio (2011)
- Prime Suspect – serie TV, 1 episodio (2011)

## Doppiatori italiani
Nelle versioni in italiano delle opere in cui ha recitato, John O'Leary è stato doppiato da:
- Cesare Barbetti in Marlowe, il poliziotto privato
- Carlo Bonomi in Fuga dalla Casa Bianca
- Enrico Maggi in Ally McBeal
- Bruno Alessandro in Cold Case - Delitti irrisolti
- Pieraldo Ferrante in Desperate Housewives - I segreti di Wisteria Lane